# やかまし村の子どもたち (映画)
『やかまし村の子どもたち』（やかましむらのこどもたち、原題：Alla vi barn i Bullerbyn）は、アストリッド・リンドグレーンの同名の児童文学を原作とした1986年公開のスウェーデン映画である。

## ストーリー
スウェーデンの片田舎（モデルはスモーランド地方）にある、居住世帯が「北屋敷」・「中屋敷」・「南屋敷」の3つしかない集落「やかまし村」と、そこに暮らす三家族、主に子ども達の暮らしを、中屋敷の長女リーサの眼を通して描く。

## 映画

### キャスト
- 中屋敷の子ども達
  - リサ（主人公）：リンダ・ベリーストレム
  - ラッセ（リーサの長兄）：クリストピン・ディクソン・ヴェンデニウス
  - ボッセ（リーサの次兄）：ヘンリク・ラーソン
- 南屋敷の子ども達
  - ブリッタ（アンナの姉）：エレン・デメルス
  - アンナ（ブリッタの妹）：アンナ・サァリーン
- 北屋敷の子
  - オッレ：ハラルト・ロンブロ「やかまし村の春・夏・秋・冬」でシャスティンという妹が出来る。

### スタッフ
- 監督：ラッセ・ハルストレム
- 製作：ヴァルデマール・ベリエンダール
- 原作：アストリッド・リンドグレーン
- 脚本：アストリッド・リンドグレーン
- 撮影：イェンス・フィッシェル、ロルナ・リンドストレム
- 音楽：イェオルグ・リーデル

### 吹き替え
- リサ：池本小百合
- アンナ：高田由美
- ブリッタ：島本須美
- オッレ：冬馬由美
- ボッセ：高山みなみ
- ラッセ：佐藤智恵
- その他の声の吹き替え：かないみか／秋元羊介／塚田正昭／さとうあい／川島千代子／北村弘一／水鳥鐵夫／峰恵研／佐々木るん／藤本譲